# Taningia
A Taningia a fejlábúak (Cephalopoda) osztályának a kalmárok (Teuthida) rendjébe, ezen belül az Octopoteuthidae családjába tartozó nem.

## Rendszerezés
A nembe az alábbi 1-2 faj tartozik:
- Taningia danae Joubin, 1931 - típusfaj
- Taningia persica (Naef, 1923) - taxon inquirendum; valószínűleg a T. danae lárvaállapota